# M'abituerò
M'abituerò è un brano musicale scritto ed interpretato da Luciano Ligabue, estratto il 27 gennaio 2012 come secondo singolo dall'album live Campovolo 2.011.

## Descrizione
Prodotto da Corrado Rustici e registrato in studio con i Clan Destino, il brano fu scritto da Ligabue negli anni ottanta, sebbene con un testo e un arrangiamento diverso, e faceva parte della scaletta dei suoi primi concerti con gli Orazero. Il brano sparì dal repertorio di Ligabue una volta che il cantante incise i primi dischi, sebbene il brano fu candidato ad entrare in Sopravvissuti e sopravviventi nel 1993, per poi venire eseguito durante il concerto di Campovolo 2.0 del 2011. Il singolo poco dopo l'uscita supera i 15.000 download e diventa così disco d'oro.

## Tracce
Download digitale
1. M'abituerò – 4:03 (Luciano Ligabue)

## Musicisti
Crediti musicali
Clan Destino:
- Gigi Cavalli Cocchi: batteria
- Max Cottafavi: chitarra elettrica
- Gianfranco Fornaciari: tastiere
- Luciano Ghezzi: basso
- Giovanni Marani: tastiere

## Classifiche
| Classifica (2012) | Posizione massima |
| ----------------- | ----------------- |
| Italia            | 22                |